# Phyllachora vernoniicola
Phyllachora vernoniicola är en svampart. Phyllachora vernoniicola ingår i släktet Phyllachora och familjen Phyllachoraceae.

## Underarter
Arten delas in i följande underarter:
- microspora
- vernoniicola